# Sollevamento pesi ai Giochi della XXXI Olimpiade - 48 kg femminile
Le gare di sollevamento pesi della categoria fino a 48 kg femminile dei giochi olimpici di Rio de Janeiro 2016 si sono svolte il 6 agosto 2016 presso il padiglione 2 di Riocentro.

## Programma
L'orario indicato corrisponde a quello brasiliano (UTC-03:00)
| Data          | Ora   | Gruppo   |
| ------------- | ----- | -------- |
| 6 agosto 2016 | 19:00 | Gruppo A |

## Risultati
| Pos. | Atleta                          | Gruppo | Peso  | Strappo (kg) | Strappo (kg) | Strappo (kg) | Strappo (kg) | Slancio (kg) | Slancio (kg) | Slancio (kg) | Slancio (kg) | Totale |
| Pos. | Atleta                          | Gruppo | Peso  | 1            | 2            | 3            | Risultato    | 1            | 2            | 3            | Risultato    | Totale |
| ---- | ------------------------------- | ------ | ----- | ------------ | ------------ | ------------ | ------------ | ------------ | ------------ | ------------ | ------------ | ------ |
|      | Sopita Tanasan                  | A      | 47.91 | 88           | 90           | 92           | 92           | 106          | 108          | 110          | 108          | 200    |
|      | Sri Wahyuni Agustiani           | A      | 47.25 | 82           | 85           | 87           | 85           | 107          | 115          | 115          | 107          | 192    |
|      | Hiromi Miyake                   | A      | 47.95 | 81           | 81           | 81           | 81           | 105          | 107          | 107          | 107          | 188    |
| 4    | Beatriz Pirón                   | A      | 47.50 | 85           | 87           | 87           | 85           | 102          | 105          | 105          | 102          | 187    |
| 5    | Margarita Yelisseyeva           | A      | 47.72 | 80           | 84           | 84           | 80           | 103          | 106          | 106          | 106          | 186    |
| 6    | Morghan King                    | A      | 47.79 | 80           | 82           | 83           | 83           | 100          | 103          | 103          | 100          | 183    |
| 7    | Chen Wei-ling                   | A      | 47.13 | 75           | 79           | 81           | 81           | 99           | 100          | 100          | 100          | 181    |
| 8    | Julija Paratova                 | A      | 47.74 | 84           | 86           | 86           | 84           | 95           | 95           | 98           | 95           | 179    |
| 9    | Marie Hanitra Roilya Ranaivosoa | A      | 47.90 | 73           | 78           | 80           | 80           | 93           | 98           | 100          | 93           | 173    |
| 10   | Zhanyl Okoeva                   | A      | 47.56 | 68           | 72           | 75           | 72           | 92           | 97           | 101          | 97           | 169    |
| —    | Saikhom Mirabai Chanu           | A      | 47.77 | 82           | 82           | 84           | 82           | 104          | 106          | 106          | —            | —      |
| —    | Vương Thị Huyền                 | A      | 47.84 | 83           | 84           | 84           | —            | —            | —            | —            | —            | —      |